# Акведук Велювемер
Акведук Велювемер — судоходный акведук (водный мост) длиной 25 метров и шириной 19 метров, расположенный на озере Велювемер в Хардервейке, Нидерланды. Мост был открыт в 2002 году и пересекает трассу N302

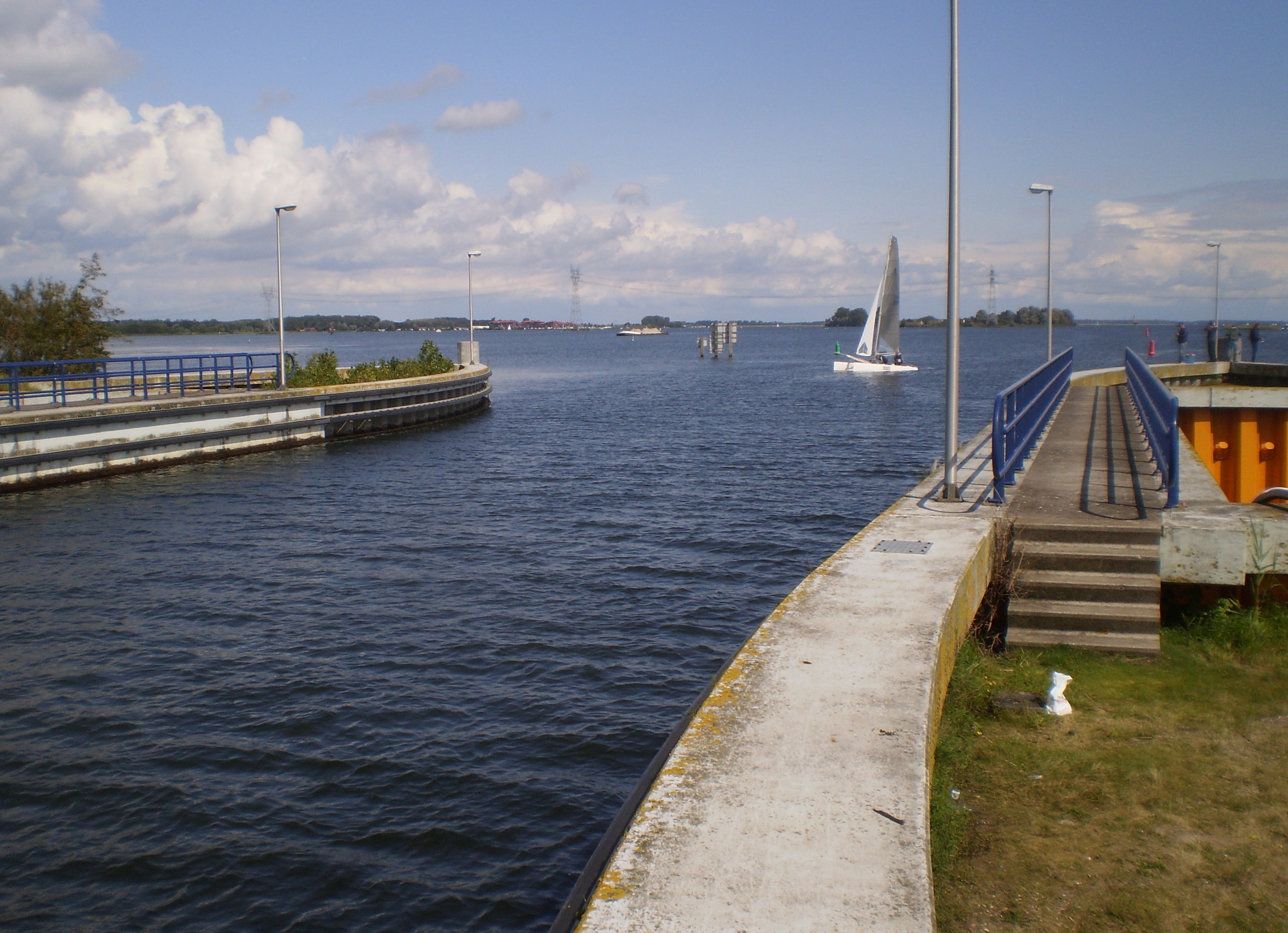
Вид на один из тротуаров

В месте пересечения с трассой N302 глубина воды составляет 3 метра, что обеспечивает безопасный проход судам с меньшей осадкой. По обе стороны моста расположены тротуары для пешеходов.
Для постройки акведука понадобилось около 22000 кубометров бетона, а также установка стальных шпунтовых свай, чтобы конструкция выдерживала вес воды над дорогой и для предотвращения протечки и затопления трассы.